# Al-Afdal Shahanshah
Al-Malik al-Afdal ibn Badr al-Jamali Shahanshah (1066-11 de diciembre de 1121) (en árabe: الأفضل شاهنشاه بن بدر الجمالي) fue un visir del califa fatimí de Egipto.

## Ascenso al poder
Nació en Acre, hijo de Badr al-Jamali, un mameluco armenio converso al islam. Badr fue visir para los fatimíes en El Cairo desde 1074 hasta su muerte en 1094, momento en el que al-Afdal le sustituyó en el cargo. El califa Ma'ad al-Mustansir Billah murió poco después, y al-Afdal eligió como califa a al-Musta'li, todavía un niño, en lugar de su hermano Nizar, mucho mayor que él. Nizar inició una revuelta pero fue derrotado en 1095. Sus partidarios, encabezados por Hasan-i Sabbah, huyeron al oeste, en donde Hassan estableció la comunidad ismaelita, que se relaciona en ocasiones como los Hashshashin.
Para esta época, el poder fatimí en Palestina se había visto mermado por la llegada de los turcos selyúcidas. En 1097 capturó Tiro de los selyúcidas, y en 1098 conquistó Jerusalén, expulsando a su gobernador artúquida, Ilghazi, para colocar a un fatimí en su lugar. Al-Afdal conquistó gran parte de Palestina, al menos de forma temporal.

## Conflicto con los cruzados
Al-Afdal cometió un error a la hora de valorar a los cruzados, a los que consideró meros mercenarios del Imperio bizantino. Este error de percepción le llevó a concluir que los cruzados podrían ser aliados naturales de los fatimíes, puesto que ambos eran enemigos de los turcos selyúcidas. Sin embargo, todos los intentos de los fatimíes por forjar una alianza con los cruzados fueron rechazados, y los cruzados continuaron hacia el sur desde Antioquía hasta capturar Jerusalén en 1099.
Cuando quedó claro que los cruzados no descansarían hasta haber tomado el control de la ciudad, al-Afdal marcó desde el Cairo, pero ya era demasiado tarde como para rescatar a Jerusalén del asedio en el que se encontraba y en el que cayó el 15 de julio de ese año. El 12 de agosto los cruzados dirigido por Godofredo de Bouillón sorprendieron a al-Afdal en la batalla de Ascalón, en la que fue totalmente derrotado. Al-Afdal reconquistaría la ciudad de Ascalón, que los cruzados no intentaron retener en su poder, y lo utilizaría como base de operaciones para posteriores ataques a los Estados Cruzados.
Al-Afdal marcharía desde entonces todos los años para atacar al recién nacido Reino de Jerusalén, y en 1105 intentaría una alianza con Damasco contra ellos, pero fue derrotado en la batalla de Ramla. Al-Afdal y su ejército obtenían la victoria siempre y cuando no interfiriese ninguna flota europea, pero fueron perdiendo gradualmente el control de las ciudades costeras. En 1109 perdieron Trípoli, a pesar de la flota y de los suministros que al-Afdal les envió, y la ciudad se convirtió en el centro de un importante condado cruzado. En 1110, el gobernador de Ascalón, Shams al-Khilafa, se rebeló contra al-Afdal intentando ceder el control de la ciudad a Jerusalén (a cambio de una gran cantidad de dinero). Sin embargo, sus tropas bereberes le asesinaron y enviaron su cabeza a al-Afdal. Los cruzados más tarde tomarían también Tiro y Acre, y permanecieron en Jerusalén hasta la llegada de Saladino décadas más tarde.

## Legado y muerte
Al-Afdal también introdujo una reforma de impuestos (iqtá) en Egipto que duraría hasta que Saladino tomó el control de la ciudad. Al-Afdal recibió los sobrenombres Jalal al-Islam (gloria del islam) y Nasir al-Din ("Protector de la Fé"). Ibn al-Qalanisi le describe como "un firme creyente de las doctrinas del Sunnah, de recta conducta, un amante de la justicia tanto para los soldados como para la población civil, juicioso en consejo y planeamiento, exacto en sus intuiciones, y poseedor de una sentido de la justicia que le preservó del mal y le hizo evitar todos los métodos tiránicos."
Fue asesinado durante Eid al-Adha en 1121. Según Ibn al-Qalanisi, "quedó probado que los Hashshashin eran responsables de su asesinato, pero esta afirmación no es cierta. Por el contrario, es una pretensión vacía y una calumnia insustancial." La verdadera causa era el poder creciente del califa al-Amir Bi-Ahkamillah, que había sucedido a al-Musta'li en 1101, y su resentimiento sobre el control ejercido por al-Afdal. Ibn al-Qalanisi dice que "todos los ojos lloraron y todos los corazones se lamentaron por él; el tiempo no volvió a producir gente como él tras su marcha, y tras su pérdida el gobierno perdió su reputación". Fue sucedido por el visir Al-Ma'mum.
Durante su mandato tuvo al judío Abū'l-Munajjā Salomón ibn Sha'ya como ministro a cargo la agricultura, Durante un período de seis años a partir de 1113, planeó y realizó la construyó un canal en el sector oriental del delta del Nilo, que mejoró significativamente el sistema de riego. Aunque al-Afdal había llamado el canal en su honor, los campesinos agradecidos del Delta lo renombraron con el nombre del encargado de la obra en si la Abū Canal'l-Munajjā.
En latín, su nombre se ha recogido como Lavendalius or Elafdalio.